# Gunnar Olin
Gunnar Carl Oscar Olin, född 23 augusti 1902 i Stockholm, död 22 november 1961 i Solna, var en svensk läkare.
Gunnar Olin var son till Oscar Olin. Efter studentexamen i Stockholm 1921 blev Olin medicine kandidat vid Uppsala universitet, 1930 medicine licentiat vid Karolinska Institutet och 1936 medicine doktor och docent i bakteriologi och epidemiologi där. Efter kortare förordnanden, bland annat i patologi, bakteriologi och medicin samt studier vid Pasteurinstitutet i Paris 1931 var han underläkare vid Stockholms epidemisjukhus 1934–1935, blev assistent vid Statens bakteriologiska laboratorium 1930, laborator där 1936, avdelningsföreståndare 1937 och utnämndes till föreståndare med professors namn 1945. Han var förordnad att utföra epidemiologiska undersökningar vid olika epidemier inom Sverige och var ledamot av 1939 års sakkunniga för bakteriologisk krigsorganisation. Olin publicerade en mängd arbeten i bakteriologi och epidemiologi, bland annat om barnförlamning, difteri och tyfoidfeber. Han är begraven på Norra begravningsplatsen utanför Stockholm.